# Gazella saudiya
Gazella saudiya là một loài đã tuyệt chủng thuộc nhóm linh dương Gazelle, họ Bovidae, bộ Artiodactyla. Loài này được Carruthers & Schwarz mô tả năm 1935.